# Genesis

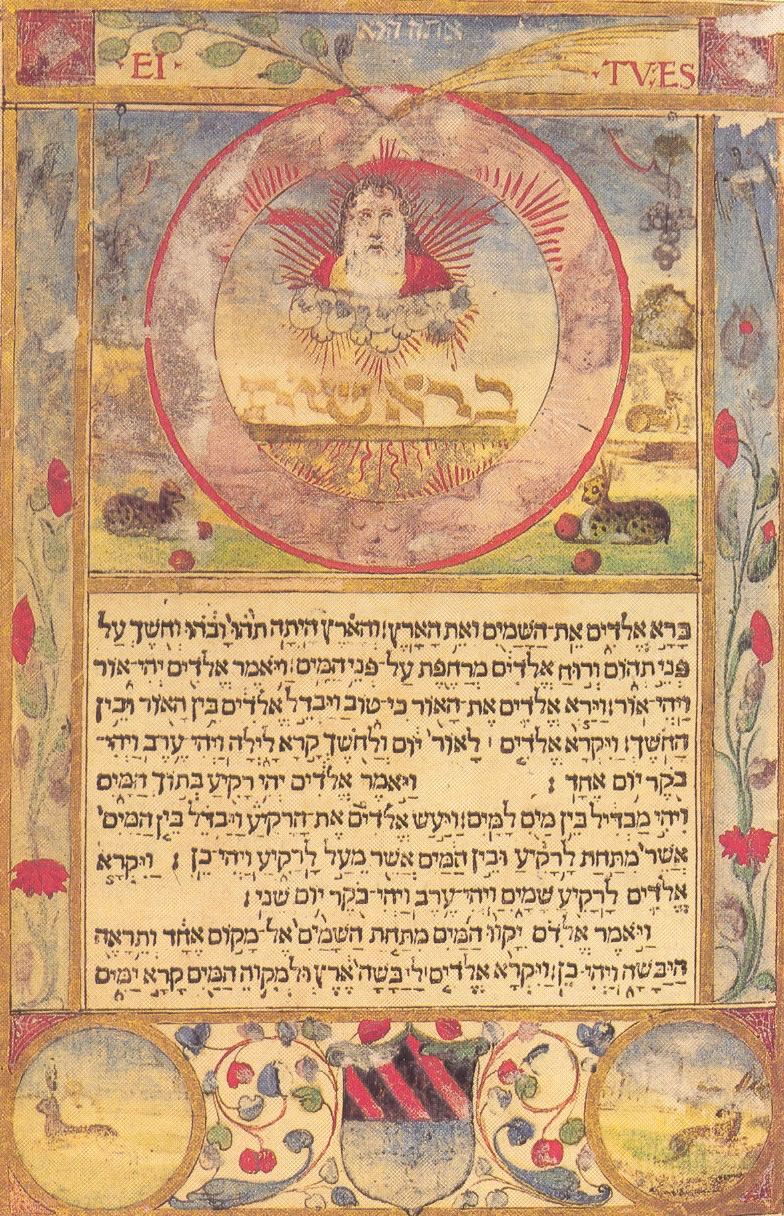
Stránka z Geneze z hebrejské bible Geršoma ben Mošeho Soncina, Brest, 1494

Genesis (hebrejsky בְּרֵאשִׁית‎ Berešit, značka Gn nebo Gen, případně 1M), též První kniha Mojžíšova, je první knihou hebrejské i křesťanské bible. Kniha je součástí židovské Tóry, která je křesťany označována jako Pentateuch neboli Pět knih Mojžíšových, první části židovského Tanachu, křesťany označovaného Starý zákon.
Genesis pojednává o pojetí nejstarších dějin lidstva od stvoření světa po patriarchy Abraháma, Izáka a Jákoba. Obsahuje řadu známých příběhů, jako jsou například stvoření člověka (Adam a Eva), vyhnání z ráje, Kain a Ábel, Noe a potopa, Babylonská věž, Sodoma a Gomora, obětování syna Izáka nebo vznik dvanácti izraelských kmenů.

## Název knihy
Hebrejský název בְּרֵאשִׁית‎ („na počátku“) vychází z úvodních slov: „Na počátku stvořil Bůh nebe a zemi.“ Název Genesis (řecky γένεσις genesis „zrod“, „vznik“) se poprvé objevuje v řeckém starozákonním překladu, zvaném Septuaginta, a označuje obsah knihy, neboť vypráví o vzniku světa a o počátcích lidstva a zaslíbeného národa, Izraele. Jako 1. kniha Mojžíšova se kniha Genesis označuje kvůli autoru knihy, za něhož je tradičně považován Mojžíš.

## Autorství a datace
Tradiční pojetí připisuje autorství knihy Genesis (stejně jako celé Tóry) Mojžíšovi. Toto předpokládal Filón Alexandrijský, Flavius Iosephus, Nový zákon i babylonský Talmud. Biblická kritika se od 17. století Mojžíšovo autorství snaží vyvrátit. Příkladem argumentů budiž skutečnost, že Mojžíš nemohl psát o své vlastní smrti. Dnes zastávají Mojžíšovo autorství nejčastěji fundamentalisté, kteří vznik knihy kladou do 15.–13. století př. n. l.
Na základě textové kritiky vznikla v 19. století teorie, jež tvrdí, že kniha vznikla kompilací z několika pramenů: „jahvista“ (J), „elohista“ (E) a „Kněžský kodex“ (P, z německého Priesterkodex). Každý pramen se vyznačuje specifickou terminologií a stylem. Při rozvíjení této teorie badatelé nacházeli další prameny a jejich podtypy. Otázka přesného vymezení jednotlivých pramenů, zejména však jejich autorství a datace (rozptyl datace se pohybuje v rozmezí 10.–2. stol. př. n. l.) je sice dodnes velmi kontroverzní záležitostí, základní myšlenku této teorie (Pentateuch jako kompilace pramenů) ovšem současná biblistika přijímá.

## Historicita knihy
Nakolik jsou události popisované v knize Genesis historické, je předmětem diskuse. Zvláště v případě Gen 1–11 je spor veden v ideologické rovině. Určujícím zde je obecně způsob, jakým ten který autor považuje faktickou historicitu biblických výpovědí za nutnou a/nebo nakolik ji spojuje s pravdivostí, jejíž povaha závisí na literárním druhu textu. Je-li např. Gen 1–11 mýtem, pak pravdivost této výpovědi není historická, ale je „mytická“ a je třeba ji hledat jinde než v historických faktech. Naopak považuje-li autor bibli za historicky věrohodnou, bude se její jednotlivé výpovědi vždy snažit sladit s mimobiblickými údaji a nálezy.

## Struktura a obsah

### Struktura
Kromě úvodního prologu (1,1–2,3 ... stvoření nebe a země) lze zbytek knihy Genesis rozdělit do deseti oddílů, z nichž každý je uveden rodokmenem (hebrejsky תּוֹלְדוֹת‎ toldot „rodopis“, „rodová kniha“). Toto rozdělení podle většiny odborníků pochází z tzv. kněžského kodexu (srv. Teorie vzniku Pentateuchu). Pět z těchto rodopisů se nachází v celku Gn 1–11, pět v Gn 12–50. Každý z rodopisů mluví spíše o potomcích daného uvedeného člověka. Jedná se o texty:
- 2,4 – 4,26 ... rodopis nebe a země (Adam a Eva)
- 5,1 – 6,8 ... rodopis Adamův (Adamovi potomci)
- 6,9 – 9,29 ... rodopis Noeho (vyprávění o potopě)
- 10,1 – 11,9 ... rodopis synů Noeho
- 11,10 – 26 ... rodopis Šémův
- 11,27 – 25,11 ... rodopis Terachův (vyprávění o Abrahámovi)
- 25,12–18 ... rodopis Izmaelův
- 25,19–35,29 ... rodopis Izákův (vyprávění o Jákobovi)
- 36,1–37,1 ... rodopis Ezauův
- 37,2–50,26 ... rodopis Jákobův (vyprávění o Josefovi a jeho bratrech)

Tyto genealogie mají několikerý účel:
- spojují všechny hlavní postavy všech příběhů do jedné rodové linie;
- ukazují na to, jak je plněn Boží příkaz množit se a naplnit zemi a slib Boha člověku požehnat;[zdroj?]
- spolu s množením lidí na zemi (hlavně v části Gn 1–11) se množí a šíří i hřích;
- sleduje dělení a tím i příbuznost různých národů v pojetí starověkého Izraele (horizontální pojetí);
- paralelně s neustále se rozšiřujícím lidstvem čtenář může sledovat pomalé krystalizování jediné rodinné linie, kterou si Bůh vyvolí a která se stane zárodkem spásy pro zbytek lidstva (Gn 12,1n) (vertikální pojetí);
- tvoří základní dějovou kostru, která zamezuje, aby se čtenář po kratších či delších narativních blocích ztratil ve víru událostí.

### Obsah knihy
Kniha začíná stvořením světa. Prvních jedenáct kapitol tvoří po obsahové stránce zvláštní oddíl, neboť pojednává o tzv. pradějinách (zažitý německý termín Urgeschichte). Vypráví o stvoření světa, o stvoření člověka, o lidském pádu a o jeho vyhnání ze zahrady v Edenu. Dále o Adamových potomcích, o Kainovi a Ábelovi, o potopě, Noemovi a jeho arše a o Babylonské věži (o zmatení jazyků).
12.–50. kapitola vypráví tzv. příběhy patriarchů. Za patriarchy čili praotce Izraelského národa jsou považováni Abrahám, jeho syn Izák, vnuk Jákob a dvanáct Jákobových synů. Rozlišují se různé cykly: Abrahámův cyklus (12,1–23,20; 25,1–19); Izákův cyklus (24; 25,19–26,35); Jákobův cyklus (27,1–36); vyprávění o Josefovi (37–50, s výjimkou vyprávění o Judovi a Támar v kap. 38). Nejdelší jsou tedy cykly věnované životu Abraháma, Jákoba a Josefa.
Jednotlivé příběhy či cykly tvoří ucelený výpravný rámec. Bůh povolává Abraháma z chaldejského Uru a posílá ho do kanaánské země, kterou mu zaslíbil. Abrahám se vydává na cestu a v zemi se usazuje. Jeho synové pak v této zemi žijí i po něm jako kočovníci. Jákobův cyklus vypráví převážně o Jákobově cestě za strýcem Lábanem, kde si prací vysloužil nevěsty Leu a Ráchel. Vyprávění o Josefovi (jednom ze dvanácti Jákobových synů) popisuje, jak ho jeho bratři prodali do egyptského otroctví. Josef se zprvu dostane do vězení, potom však díky svému daru vykládat sny vejde ve faraonovu milost a stane se správcem země, kterou zachrání od sedmiletého hladu. Josefův příběh a celá kniha Genesis končí tím, jak se Jákob s celou svou rodinou stěhují za Josefem do Egypta, čímž se připravuje úvodní scéna pro navazující biblickou knihu Exodus popisující odchod Izraelců z Egypta.

#### Kapitoly 1–11
Mytické, čili principiálně ahistorické pojetí kapitol Gen 1–11 zastává dnes většina katolických a protestantských biblistů. Dle jejich názoru popisuje mytické události a nemá zájem na historii jako takové. Představitelem této větve výkladu je např. Mircea Eliade, který označuje část Gn 1–11 jako mytickou: je mimo čas a představuje archetypy lidského/božího jednání, jakási paradigmata, která se v čase neustále opakují; přitom – stále podle Eliadeho – jsou události a činy, jak je známe my, jen natolik reálné, nakolik kopírují svůj mytický archetyp.
Dalším názorem je konzervativní pohled, podle něhož je bible zcela historicky věrná a popisuje události historie přesně (např. Josh McDowell). Z tohoto pohledu vnímá přesně historicky i část Gn 1–11, a jako argument uvádí geografické popisy a rodokmeny lidí, které poukazují na snahu autora předávat historické údaje. Tito autoři se snaží datovat historické události popsané v těchto kapitolách: stvoření světa např. 4004 př. n. l., potopa světa asi do roku 2300 př. n. l. apod. Tento výklad je vlastní především fundamentalistickému evangelikálnímu křesťanství.
Konzervativní pohled zastával i archeolog P. J. Wiseman, tvrdil, že lidstvo si ihned jak mohlo, vynalezlo písmo, kterým zaznamenávalo nejdůležitější informace. Ve staré Babylonii, odkud Abraham vyšel, bylo zvykem zapisovat do obyčejných tabulek z hlíny téměř cokoli, tím spíš by bohatí praotcové nechali zapsat to nejdůležitější, svou historii, svůj rodokmen. Tento archeolog tvrdil, že se první část knihy (do vyprávění o Josefovi – Gn 1,1 – 37,1) vyznačuje starobabylonským stylem, proto je v podstatě „nadpis kapitoly“ na konci nadepsaného textu, jak tomu bylo tehdy zvykem. Tímto nadpisem považoval: „Toto je rodopis …“ (podle ČEP) „Rodopis“ má i význam „historie“, „příběh“ (Např. podle B21). A z toho vznikne podpis zhotovitele tabulky (autora či mecenáše): „Toto je historie … (např. Noemova.)“ Samotný text o stvoření (nadepsaný na konci oddílu „Toto je historie vzniku nebe a země“ – Gn 2:4) považoval za Bohem převyprávěný Adamovi, který jej zapsal. Pak samotný Adam napsal svůj příběh, který uzavřel slovy „Toto je záznam Adamova rodopisu“ – Gn 5:1 podle ČSP (záznam (zápis) historie Adamem). Tuto teorii podporuje fakt, že tímto způsobem „podepsaná“ „tabulka“ (oddíl) končí před smrtí toho, který je na konci podepsán, tedy ji skutečně mohl podepsaný sám napsat.
Wiseman také napsal, že text o událostech před potopou je tak starý, že v něm nejsou žádné stopy mytologizace a považuje za nemožné, aby text o stvoření vznikl očištěním polyteisticky a neuvěřitelnostmi "zanesených" mezopotámských mýtů. Prý nelze odmytologizováním mezopotámských mýtů dosáhnout biblické zprávy, obráceně, mytologizace (nejen biblických) příběhů je možná a běžná. O neuvěřitelném stáří textu má mluvit i věta (Gn 3:8): „Tu uslyšeli hlas Hospodina Boha procházejícího se po zahradě za denního vánku.“ Tuto větu by si žádný žid nedovolil napsat. Je příliš „intimní“, byla by pro něj příliš rouhačská. Něco takového napsat o neviditelném, všudypřítomném a všemohoucím Bohu! Avšak tato věta tu stojí. Je prý důkazem toho, že text je starší než Zákon zapsaný v dalších Mojžíšových knihách. Dříve než byl „vytvořen“, než se zrodil judaismus.
Pro stáří Genesis má mluvit i sousloví „goferové dřevo“ (Gn 6:14), ze kterého měla být postavena Noemova archa: Slovo „gofer“ je tak staré, že se nikde jinde nevyskytuje a neví se, co znamenalo. Mohlo vyjadřovat druh dřeva (jako např. dubové) nebo třeba technický typ dřeva (např. vrstvené dřevo) či něco úplně jiného.
Někteří autoři se pokoušejí pozdější události doložit archeologicky a pomocí rodokmenů v Gn 1–11 se dostávají k rozdílným datům (Wenham, Kitchen). Tito autoři např. ztotožňují velkou vrstvu bahna v Mezopotámii z poloviny 4. tisíciletí př. n. l. s událostí potopy (Walton). Podle této datace první část geneze popisuje události před začátkem 2. tisíciletí př. n. l.

#### Kapitoly 12–50
Úplná shoda nepanuje ani ohledně zbytku textu Geneze.
Podle dnes nejrozšířenějšího názoru, který zastává většina katolických a protestantských biblistů, došlo k písemnému zaznamenání vyprávění o jednotlivých praotcích až o pět až osm století později. Během této doby příběhy patriarchů ztratily svou historickou spolehlivost vinou zkreslení, ke kterému došlo v ústní tradici. Mnozí se domnívají, že se dokonce nemuselo jednat o osoby vzájemně příbuzné, ale že teprve později (zřejmě v době deuteronomistické reformy) byla ústně tradovaná vyprávění jednotlivých kmenů spojena do jednoho rodokmenu, aby vytvořila společnou tradici nově utvořeného národa.
Historicita jednotlivých vyprávění se obvykle posuzuje podle sociálního, kulturního a politického kontextu, do něhož zapadají. Události popisované v Gn 12–50 se tak kladou do střední doby bronzové, tj. mezi roky 2100 a 1900 př. n. l., případně 1900–1600 př. n. l. Tato datace má však i svá úskalí: mnozí argumentují, že osm staletí trvající ústní podání vylučuje otázku historicity příběhů. Příběhy navíc obsahují mnoho anachronismů, když hovoří o Pelištejcích, o Chaldejcích, Chetitech, Aramejcích a dalších národech, a ukazují tak na vznik příběhů spíše na samém začátku 1. tisíciletí př. n. l. Zpochybňovány jsou i mimobiblické prameny sloužící k srovnávání sociálního a kulturního prostředí Blízkého Východu a vyprávění o patriarších.
Krom tohoto obecně přijímaného názoru však někteří zastávají konzervativní pohled (McDowell, Wenham), který anachronismy vysvětluje vznikem celé knihy již ve 2. tisíciletí př. n. l. s tím, že zeměpisné názvy byly upraveny až později. Tento pohled též zdůrazňuje, že datací vzniku příběhů o Abrahámovi, Jákobovi a Josefovi do 15. století př. n. l. by odpadl problém velkého časového rozpětí mezi příběhy a jejich skutečným zapsáním, což by umožnilo chápat příběhy historicky jako dějiny jedné rodiny, z níž vzniká izraelský národ.
Konzervativní archeolog Wiseman tvrdil, že se první část knihy (do vyprávění o Josefovi, do Gn 37,1) vyznačuje starobabylonským (mezopotámským) stylem, proto je v podstatě „nadpis kapitoly“ na konci nadepsaného textu (jak tomu bylo tehdy zvykem). Tímto nadpisem/podpisem považoval: "Toto je rodopis ..." (podle ČEP) "Rodopis" má i význam „historie“, „příběh“ (Např. podle B21. A z toho vznikne podpis zhotovitele tabulky (autora či mecenáše): "Toto je historie (např.) Noemova." Texty Genese až do 37. kapitoly byly podle něj zapsány tím, člověkem, kterého je rodopis (historie) na konci textu. Příběh o Josefovi (od 37. kapitoly) byl podle něj dopsán až samotným Mojžíšem (čtyři sta let po Josefovi), protože se souvisle vypráví příběh až po vlastní Josefovu smrt bez „podpisu“: "Toto je historie Josefova" (ten by také nemohl napsat o své smrti) a konec Genese dobře navazuje na začátek Exodu. Mojžíš, podle Wisemanových dedukcí, měl tabulky svých praotců k dispozici (patrně byly Izraelity dobře uchovávány), mohl je přeložit (pokud bylo potřeba), jak už bylo v jedné z výše uvedených teorií řečeno, upravil do „aktuální“, srozumitelné formy zeměpisné názvy (např. Gn 23,19: „Poté Abraham pochoval svou manželku Sáru v jeskyni pole Makpela naproti Mamre (což je Hebron v kanaánské zemi).“ – mohl by se po usazení Izraelců v Kanaánu najít nějaký žid, který by nevěděl, kde vůbec jsou hroby praotců, nebo dokonce nevěděl, že Hebron je v kanaánské zemi?). Mojžíš tyto poupravené tabulky shrnul do jediné "knihy" a přidal k nim ještě vyprávění o Josefovi. Tím by se vysvětlila vícepramennost knihy Genesis, která by vskutku měla více pramenů – co úsek uzavřený „Toto je historie...“ – to samostatný příběh od jednoho autora. Co tabulka (úsek), to autor (popřípadě autoři – např. „Toto je historie synů Noeho“ Gn 10:1).
Z příkladů archeologických nálezů dále vyvracel argumenty kritiků (například, že v době praotců ještě nebyli velbloudi zdomestikováni,...) a z výsledků archeologických bádání se snažil přesvědčit, že vyprávění o praotcích jsou pravdivá.

## Teologie knihy
Celkový smysl knihy je třeba chápat v rámci celé pětice Mojžíšových knih, respektive následných knih. V tomto kontextu pojednává o dějinách světa (Gn 1–11) a o počátcích dějin vyvoleného lidu Izraele; o tom, jak lidstvo padlo a jak je Bůh začal vykupovat. Vše se soustřeďuje na příslib země daný Bohem Abrahámovi a na požehnání a dar potomstva. To vše se naplňuje na konci Deuteronomia a v knize Jozue.[zdroj?]
V prvních jedenácti kapitolách jsou obsažena klíčová témata pro porozumění Pentateuchu, jako je hřích člověka, boží potrestání hříchu, pokračující boží milost navzdory hříchu člověka, boží smlouva s člověkem. Navzdory neposlušnosti a hříchu člověka Bůh nadále usiluje o vztah s člověkem.
Gn 12–50 se už nezaměřuje na celý svět, ale jen na rodinu Abrahámovu a na jisté souvislosti národa Izrael s bezprostředně sousedícími národy. Ovšem vyvolení národa Izrael není samoúčelné, Bůh zvláštním způsobem jedná s jedním národem, aby z tohoto jednání měly užitek všechny národy na zemi. To je vidět např. u Josefa, který zachrání před hladem nejen Jákobovu rodinu, ale i většinu tehdejšího světa. Bůh vyvolil Abraháma proto, aby se skrze jeho potomky dal poznat všem národům na zemi.